# Lois de réforme

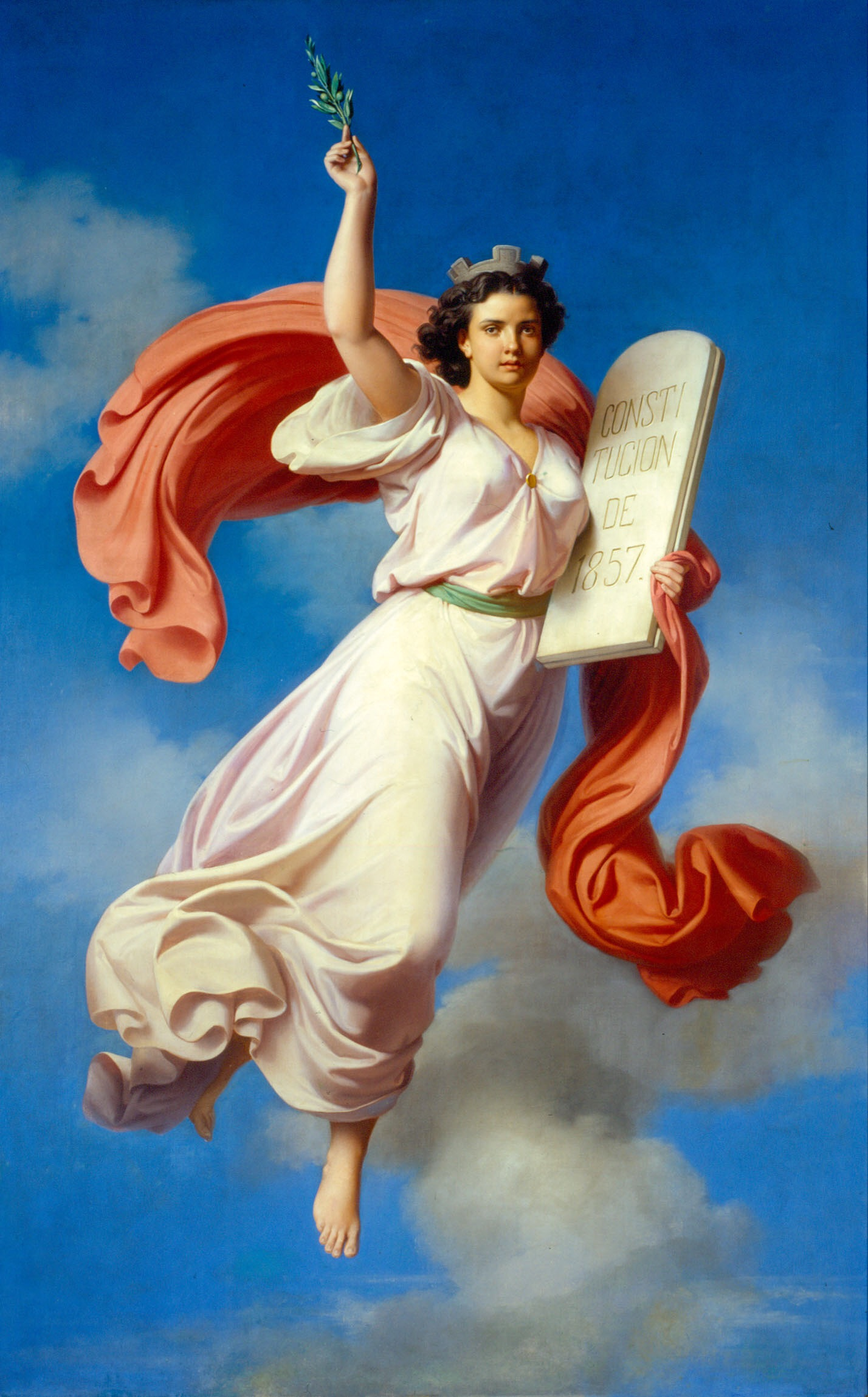
Allégorie de la constitution de 1857 par Petronilo Monroy.

Les « lois de réforme » (en espagnol : Leyes de Reforma) consistent en une série de lois et décrets d'inspiration libérale adoptées au Mexique entre 1859 et 1863 sous la présidence intérimaire de Benito Juárez dont le but est d'instaurer la séparation de l'Église et de l'État.
Le terme est aussi employé pour englober un premier train de mesures similaires, adoptées en 1856 par le gouvernement d'Ignacio Comonfort, prélude à la Guerre de réforme et à la Constitution de 1857.

## Lois de réforme d'Ignacio Comfort
- 26 avril 1856 : loi supprimant la coercition civile pour l'application des vœux ecclésiastiques
- 5 juin 1856 : loi de dissolution de la Compagnie de Jésus
- 25 juin 1856 : loi de désamortissement des terrains rustiques ou urbains appartenant à des corporations civiles et ecclésiastiques, dite Ley Lerdo

## Lois de réforme de Benito Juárez
- 12 juillet 1859 : loi de nationalisation des biens du clergé régulier et séculier
- 23 juillet 1859 : loi sur le mariage civil
- 28 juillet 1859 : loi sur le Registre d'État civil
- 31 juillet 1859 : décret déclarant la cessation de l'intervention du clergé dans les cimetières
- 11 août 1859 : loi régulant les jours fériés et interdisant aux fonctionnaires la présence officielle à l'office
- 4 décembre 1860 : loi sur la liberté de culte
- 2 février 1861 : loi de sécularisation des hôpitaux et des établissements de bienfaisance
- 26 février 1863 : loi de dissolution des communautés religieuses

## Notoriété
De nombreux odonymes rappellent les dates de signature ou de promulgation de ces différentes lois et de leurs décrets d'application. Par exemple :
- (Calle) 11 de Agosto de 1859[1], à Iztapalapa, dans l'Entité fédérale de la Ville de Mexico.